# Grand Christmas Harlequinade
Grand Christmas Harlequinade è un cortometraggio muto del 1914 diretto da W.P. Kellino.

## Trama
Una tradizionale pantomima, l'arlecchinata di Natale.

## Produzione
Il film fu prodotto dalla Vaudefilms.

## Distribuzione
Distribuito dalla A & C, il film - un cortometraggio in una bobina - uscì nelle sale cinematografiche britanniche nel novembre 1914.